# Danzón

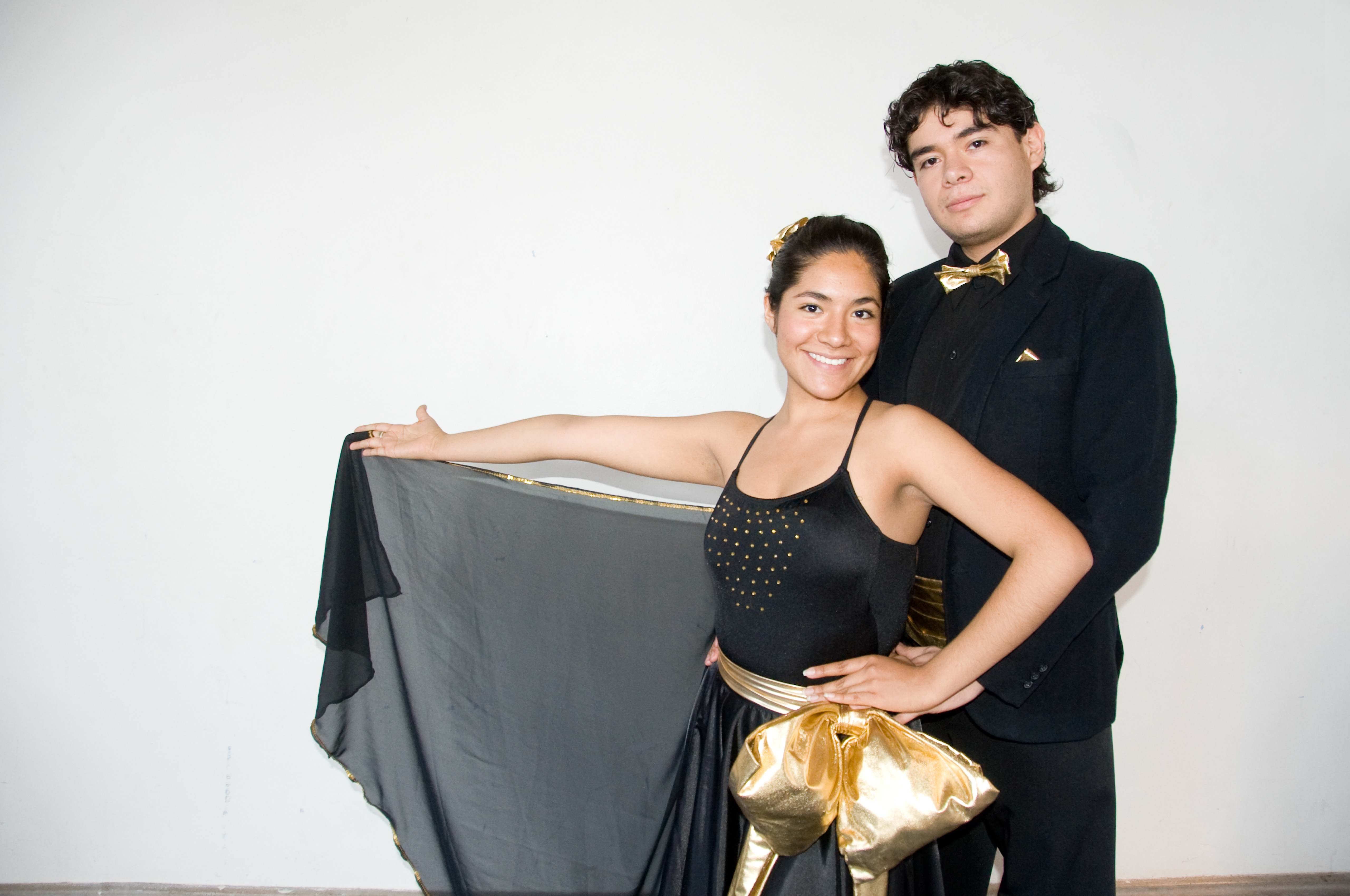
Danseurs de danzón à Institut de technologie et d'études supérieures de Monterrey.

Le danzón est un genre musical ayant émergé à Matanzas, Cuba, créé en 1879 par le musicien Miguel Faílde. C'est une forme de contradanza - habanera, plus spontanée et sur laquelle les musiciens improvisent. Ce genre musical, très prisé à Cuba entre 1880 et 1920, s’inscrit chronologiquement entre la contradanza, héritière du quadrille, et le son cubain, qui donnera plus tard la salsa. Après la révolution cubaine de 1959, le style a entamé son déclin à Cuba.
Le danzón est déclaré patrimoine culturel de Cuba en 2013. Il s'est répandu en République dominicaine et au Mexique, où il est encore pratiqué avec passion.

## Histoire

### Origines et débuts
Au XIXe siècle à Cuba, la contradanza est devenue la criolla et plus tard la « danse cubaine », qui séduit la bourgeoisie havanaise. En 1842 apparaissent les premières contredanses chantées, qui deviendront plus tard les fameuses habaneras.  Le premier danzón connu, intitulé Las Alturas de Simpson, a été entendu pour la première fois le 1er janvier 1879 au Liceo de Matanzas. Elle était interprétée par un « orchestre typique » de vent, qui avait un cornet, un trombone à piston, une figue, deux clarinettes en do, deux violons, une contrebasse, deux timbales et un güiro créole. Cet orchestre était dirigé par la jeune cornettiste Lambert Capucine , qui en était l'auteur. Cette pièce est écrite dans une mesure 2x4, il se caractérise par une introduction de huit mesures, une première partie avec une clarinette seule, retour à l'introduction et fermeture par une répétition de la première partie ; C'est une version du quadrille français avec des influences musicales cubaines.  Un succès immédiat. Pour tous les compositeurs de l’île, le genre reste une figure imposée.
D'abord joué par les tipicas, orchestres incluant instruments à vent, cuivres, cordes, güiro et timbales, ceux-ci seront remplacés dans les années 1920 par les charangas, orchestres incluant piano, violons, violoncelles, güiro, clarinette, flûte, contrebasse et timbales.
En 1910, le clarinettiste et chef d'orchestre José Urfé compose Bombín de Barreto, un danzón auquel il incorpore un nouveau rythme (nuevo rítmo) dérivé du son cubain, qui servira de base au mambo en 1937. 
Le danzónete est un genre hybride qui intègre notamment l'interprétation vocale.

### Période contemporaine
De grands compositeurs — George Gershwin, Leonard Bernstein — ont intégré le danzón dans leurs œuvres, alors qu'aujourd'hui, le compositeur mexicain Arturo Márquez, est célèbre pour ses danzónes notamment le Danzón nº 2 (1994) joué dans toute l'Amérique latine et dans le monde.
Les Mexicains raniment une tradition sur le point de disparaître à Cuba. En effet, le Mexique a reçu de Cuba et de quelques autres nations des Caraïbes différents courants musicaux, surtout depuis la fin du XVIIIe siècle et jusqu'au XXe siècle. 
Le danzón est issu d'une fusion de rythmes haïtiens, comme la contradanza anglaise adoptée en France au XVIIe siècle, et de cubains d'ascendance africaine, Aujourd'hui, les gens dansent encore le danzón au Mexique, en particulier sur les places principales de Veracruz, Oaxaca et Mexico, et dans les festivals annuels à travers le Mexique. La danse a connu un deuxième renouveau dans les années 1990, en particulier parmi les personnes âgées de ce pays.
Parmi les interprètes les plus connus figurent : L'Orchestre Belisario López, Arcaño y sus Maravillas, Acerina y su danzonera et Toña la Negra. Cette danse est devenue très populaire dans le monde entier grâce au film Danzón de 1991 de la réalisatrice mexicaine María Novaro.
L’orchestre Failde est nommé aux Latin Grammy Awards de 2020, dans la catégorie Meilleur Album Tropical Traditionnel avec Failde con tumbao, une production de l’Egrem, à Matanzas, la ville des ponts et le berceau du danzón et aussi aux écoles d’art cubaines qui perpétue le style, ayant comme directeur Ethiel Failde. L'album Joyas inéditas, enregistré en février 2021, comprend les danzónes sauvés El Naranjero, Cuba Libre, A La Habana me Voy et Nievecita composés par Miguel Failde lui-même. L'enregistrement des partitions est important pour que la société contemporaine et les générations futures « aient une référence pour ce qui était leur identité », a déclaré la musicologue María Victoria Oliver.